# Автово (путепровод)

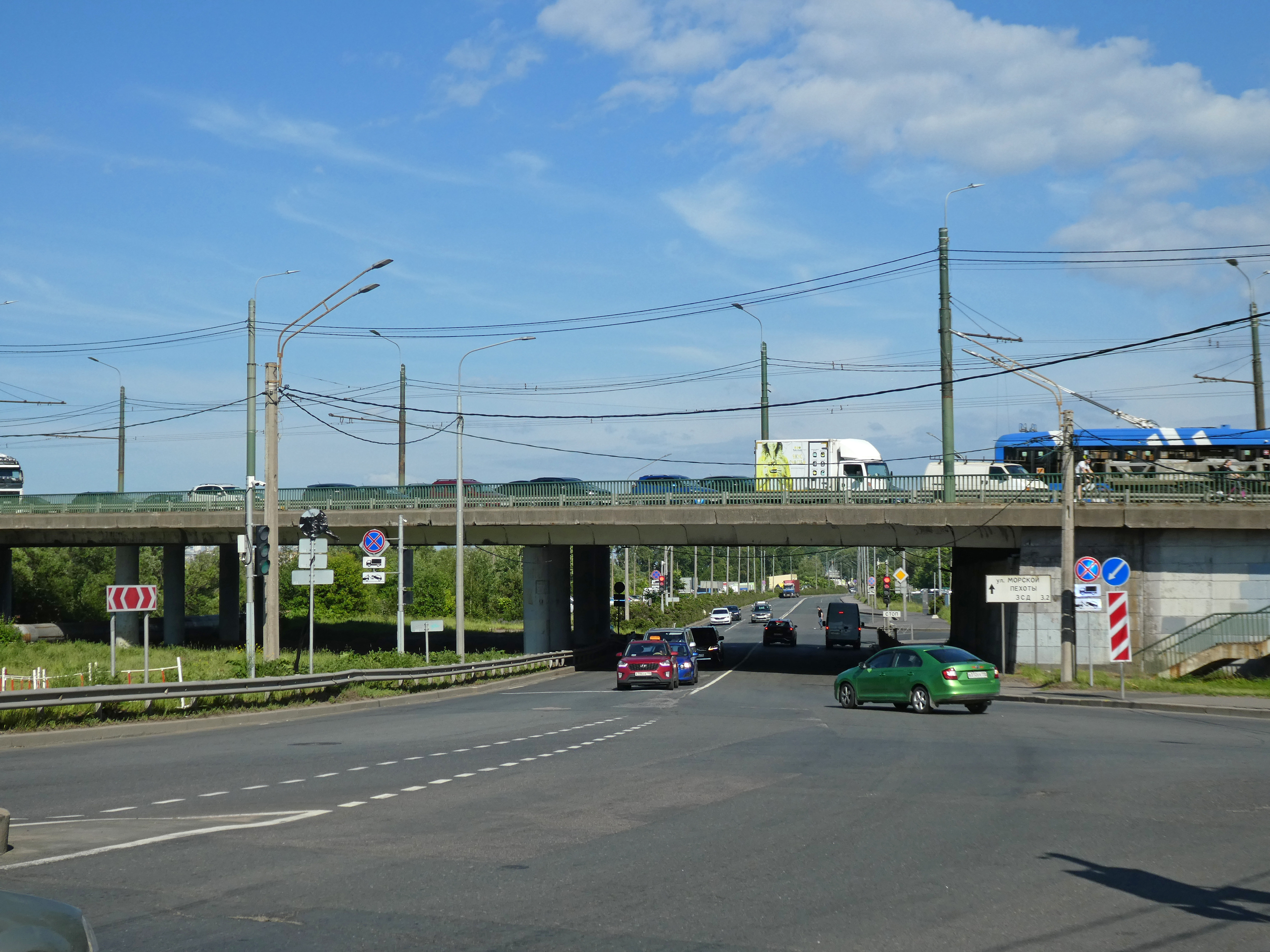
Вид на путепровод с запада

Путепрово́д А́втово — путепровод в Кировском районе Санкт-Петербурга. Переброшен через Южное железнодорожное полукольцо Петербурга в створе проспекта Маршала Жукова.
Путепровод был построен в 1980 году по проекту института «Ленгипроинжпроект».
Необходимость постройки этого путепровода, как и соседнего трамвайного Кронштадтского, была продиктована необходимостью не столько ликвидировать переезд, сколько развязать контактные сети троллейбуса и железной дороги, электрифицированной в конце 1970-х годов.
Путепровод Автово не следует путать с построенным в 2002 году путепроводом в створе проспекта Стачек, который в 2023 году получил название Ново-Автовский путепровод (расположен в 900 метрах восточнее).
В 2014 году объявлялся конкурс на ремонт путепровода с максимальной стоимостью 52 млн рублей.